# Инглиш, Билл
Са́ймон Уи́льям «Билл» И́нглиш (англ. Simon William Bill English; род. 30 декабря 1961) — премьер-министр Новой Зеландии (2016—2017) и лидер Национальной партии (2016—2018). В 2008—2016 годах — вице-премьер-министр и министр финансов Новой Зеландии.

## Политическая карьера
Впервые избран в парламент в 1990 году от Национальной партии. С января по июнь 1999 года занимал пост министра финансов в правительстве Дженни Шипли. В октябре 2001 года сменил Шипли на посту лидера Национальной партии. После провала партии на выборах 2002 года уступил пост лидера Дону Брашу. После победы Национальной партии на выборах в ноябре 2008 года стал вице-премьер-министром.
5 декабря 2016 года премьер-министр Джон Ки объявил о своей отставке и предложил кандидатуру Инглиша на своё место. После того, как 8 декабря министр полиции Джудит Коллинз и министр здравоохранения Джонатан Коулман сняли свои кандидатуры, Инглиш остался единственным кандидатом на пост премьер-министра и лидера Национальной партии. 12 декабря Инглиш вступил в должность премьер-министра. На посту вице-премьера его сменила Паула Беннетт.

## Взгляды
Придерживается консервативных взглядов. Является противником абортов, эвтаназии, гражданских партнёрств и декриминализации проституции. В 2013 году проголосовал против закона, легализовавшего однополые браки в Новой Зеландии.

## Личная жизнь
Женат на Мэри Инглиш, враче общей практики. Отец 6 детей. По вероисповеданию — католик.

## Награды
- Орден Заслуг Новой Зеландии степени Рыцаря-Компаньона (4 июня 2018) — «за заслуги перед государством»[14][15].